# Persone di nome Italo
| Questa pagina contiene informazioni ricavate automaticamente dalle voci biografiche con l'ausilio del template Bio e di un bot. L'aggiornamento è periodico e automatico e ricostruisce completamente la pagina. Se manca una persona in questa lista, sei pregato di non aggiungerla, ma accertati piuttosto che la sua voce biografica contenga il template Bio e che i dati anagrafici siano correttamente compilati. Se il template Bio manca, inseriscilo tu stesso o, in alternativa, metti l'avviso {{tmp\|Bio}} che ne segnala la mancanza. Se i dati riportati sono sbagliati, correggi direttamente la voce biografica; le modifiche saranno visibili in questa lista entro pochi giorni. Per chiarimenti vedi il progetto antroponimi. La lista contiene solo le 176 persone che sono citate nell'enciclopedia e per le quali è stato implementato correttamente il template Bio. Pagina aggiornata al 6 ago 2025. |

Questa è una lista di persone presenti nell'enciclopedia che hanno il nome Italo, suddivise per attività principale.

## Agronomi(1)
- Italo Cosmo, agronomo italiano (n. 1905 - † 1980)

## Allenatori di calcio(4)
- Italo Acconcia, allenatore di calcio e calciatore italiano (Castelvecchio Subequo, n. 1925 - Firenze, † 1983)
- Italo Fratezzi, allenatore di calcio e calciatore brasiliano (Belo Horizonte, n. 1906 - Belo Horizonte, † 1980)
- Italo Galbiati, allenatore di calcio e calciatore italiano (Milano, n. 1937 - Milano, † 2023)
- Italo Rossi, allenatore di calcio e calciatore italiano (Milano, n. 1898 - Sanremo, † 1978)

## Anarchici(1)
- Italo Garinei, anarchico, sindacalista e pubblicista italiano (Pisa, n. 1886 - Treviso, † 1970)

## Antifascisti(1)
- Italo Oxilia, antifascista italiano (Bergeggi, n. 1887 - Savona, † 1971)

## Antropologi(1)
- Italo Signorini, antropologo italiano (Roma, n. 1935 - Roma, † 1994)

## Archeologi(1)
- Italo Biddittu, archeologo italiano (Livorno, n. 1937)

## Architetti(5)
- Italo Gamberini, architetto italiano (Firenze, n. 1907 - Firenze, † 1990)
- Italo Gasperi Campani, architetto italiano (Conegliano Veneto, n. 1915 - Firenze, † 1999)
- Italo Gismondi, architetto e archeologo italiano (Roma, n. 1887 - Roma, † 1974)
- Italo Insolera, architetto, urbanista e storico dell'architettura italiano (Torino, n. 1929 - Roma, † 2012)
- Italo Rota, architetto e designer italiano (Milano, n. 1953 - Milano, † 2024)

## Atleti paralimpici(1)
- Italo Sacchetto, ex atleta paralimpico italiano (Trebaseleghe, n. 1957)

## Attori(3)
- Italo Celoro, attore italiano (Castellammare di Stabia, n. 1941 - Napoli, † 2010)
- Italo Tancredi, attore italiano (Torino, † 1988)
- Italo Vegliante, attore, chitarrista e showman italiano (Roma, n. 1959)

## Attori teatrali(2)
- Italo Clerici, attore teatrale italiano (Parma, n. 1901 - Parma, † 1956)
- Italo Giglioli, attore teatrale e cabarettista italiano (Varese, n. 1957)

## Avvocati(2)
- Italo Bonardi, avvocato e politico italiano (Brescia, n. 1878 - Brescia, † 1962)
- Italo Formichella, avvocato e politico italiano (Montegiordano, n. 1893 - † 1978)

## Bassi(1)
- Italo Tajo, basso italiano (Pinerolo, n. 1915 - Cincinnati, † 1993)

## Bobbisti(3)
- Italo Casini, bobbista italiano (Soiana, n. 1892 - Londra, † 1937)
- Italo De Lorenzo, bobbista e imprenditore italiano (Utrecht, n. 1939 - Utrecht, † 2025)
- Italo Petrelli, bobbista italiano (n. 1918 - Ascoli Piceno, † 1993)

## Calciatori(28)
- Italo Alaimo, calciatore italiano (Roma, n. 1938 - Novara, † 1967)
- Italo Bandini, calciatore italiano (Firenze, n. 1905 - † 1978)
- Italo Bonatti, calciatore italiano (Castelmassa, n. 1943 - Sorgà, † 1977)
- Italo Breviglieri, calciatore italiano (Nonantola, n. 1904 - Modena, † 1975)
- Italo Brughera, calciatore italiano
- Italo Carminati, calciatore italiano (Seriate, n. 1935 - Padova, † 2011)
- Italo Castellani, calciatore, allenatore di calcio e dirigente sportivo italiano (Coriano, n. 1938 - Riccione, † 2013)
- Italo Corradino, calciatore italiano (Casalino, n. 1931 - Merano, † 2024)
- Italo Defendi, calciatore e allenatore di calcio italiano (Piubega, n. 1895 - Cremona, † 1979)
- Italo Del Negro, calciatore italiano (Basiliano, n. 1940 - Basiliano, † 2019)
- Italo Famea, calciatore italiano (Trieste, n. 1919)
- Italo Florio, ex calciatore italiano (Cosenza, n. 1953)
- Italo Ghizzardi, ex calciatore italiano (Verona, n. 1937)
- Italo Marra, calciatore italiano (Roma, n. 1931)
- Italo Masoni, calciatore italiano
- Italo Mazzero, calciatore italiano (San Canzian d'Isonzo, n. 1936 - Gorizia, † 2005)
- Italo Moretti, calciatore italiano
- Italo Pizziolo, calciatore italiano (Livorno, n. 1912 - Firenze, † 1974)
- Italo Raguzzi, calciatore italiano (Verona, n. 1913)
- Italo Rebuzzi, calciatore italiano (Brescia, n. 1922 - Brescia, † 2015)
- Italo Ricci, calciatore italiano (Genova, n. 1898 - Genova, † 1984)
- Italo Righetti, calciatore italiano (Genova, n. 1904)
- Italo Rizza, ex calciatore italiano (Roncade, n. 1940)
- Italo Romagnoli, calciatore e allenatore di calcio italiano (Pescara, n. 1916 - Portici, † 2009)
- Italo Salvadori, calciatore italiano (Genova, n. 1919)
- Italo Toscani, ex calciatore italiano (Salsomaggiore Terme, n. 1955)
- Italo Vassallo, calciatore etiope (Asmara, n. 1940 - Roma, † 2021)
- Italo Zamberletti, calciatore e allenatore di calcio italiano (Milano, n. 1904 - Buccinasco, † 1981)

## Cantanti(1)
- Italo Ianne, cantante, compositore e produttore discografico italiano (Castellammare di Stabia, n. 1942 - Venezia, † 2024)

## Cestisti(1)
- Italo Campanini, cestista italiano (Venezia, n. 1930 - Venezia, † 2007)

## Chimici(2)
- Italo Giglioli, chimico italiano (Genova, n. 1852 - Pisa, † 1920)
- Italo Pasquon, chimico italiano (Gardonne, n. 1927 - Milano, † 2021)

## Chitarristi(1)
- Italo Meschi, chitarrista italiano (Lucca, n. 1887 - Carignano, † 1957)

## Ciclisti su strada(3)
- Italo De Zan, ciclista su strada italiano (San Fior, n. 1925 - Treviso, † 2020)
- Italo Mazzacurati, ciclista su strada e dirigente sportivo italiano (Ozzano dell'Emilia, n. 1932 - San Lazzaro di Savena, † 2013)
- Italo Zilioli, ex ciclista su strada e pistard italiano (Torino, n. 1941)

## Compositori(3)
- Italo Brancucci, compositore italiano (La Spezia, n. 1904 - Roma, † 1958)
- Italo Cammarota, compositore e arrangiatore italiano (Benevento, n. 1909 - Roma, † 1980)
- Italo Selvelli, compositore, pianista e direttore d'orchestra italiano (Istanbul, n. 1863 - Istanbul, † 1918)

## Critici d'arte(2)
- Italo Mussa, critico d'arte italiano (Montodine, n. 1939 - Milano, † 1990)
- Italo Tomassoni, critico d'arte, saggista e museologo italiano (Ancona, n. 1938)

## Critici letterari(3)
- Italo Alighiero Chiusano, critico letterario, saggista e giornalista italiano (Breslavia, n. 1926 - Frascati, † 1995)
- Italo Maione, critico letterario italiano (Buenos Aires, n. 1891 - Napoli, † 1971)
- Italo Siciliano, critico letterario italiano (Campo Calabro, n. 1895 - Venezia, † 1980)

## Direttori d'orchestra(1)
- Italo Rizzi, direttore d'orchestra e violoncellista italiano (Ferrara, n. 1931)

## Direttori della fotografia(1)
- Italo Petriccione, direttore della fotografia italiano (Milano, n. 1958)

## Dirigenti sportivi(3)
- Italo Allodi, dirigente sportivo e calciatore italiano (Asiago, n. 1928 - Firenze, † 1999)
- Italo Schiavi, dirigente sportivo, allenatore di calcio e ex calciatore italiano (Colli del Tronto, n. 1959)
- Italo Zanzi, dirigente sportivo e avvocato statunitense (New York, n. 1974)

## Editori(1)
- Italo Briano, editore, pubblicista e divulgatore scientifico italiano (Savona, n. 1901 - Milano, † 1985)

## Farmacologi(1)
- Italo Simon, farmacologo italiano (Sassari, n. 1878 - Roma, † 1966)

## Filologi(1)
- Italo Lana, filologo classico e latinista italiano (Savona, n. 1921 - Torino, † 2002)

## Filosofi(1)
- Italo Valent, filosofo e storico della filosofia italiano (Treviso, n. 1944 - Brescia, † 2003)

## Fisici(1)
- Italo Federico Quercia, fisico italiano (Roma, n. 1921 - Roma, † 1987)

## Generali(1)
- Italo Gariboldi, generale italiano (Lodi, n. 1879 - Roma, † 1970)

## Germanisti(1)
- Italo Michele Battafarano, germanista, filologo e traduttore italiano (Taranto, n. 1946)

## Giornalisti(5)
- Italo Cucci, giornalista e saggista italiano (Sassocorvaro, n. 1939)
- Italo Kuhne, giornalista e avvocato italiano (Napoli, n. 1930 - Napoli, † 2001)
- Italo Moretti, giornalista e saggista italiano (Giulianova, n. 1933 - Roma, † 2020)
- Italo Toni, giornalista italiano (Sassoferrato, n. 1930)
- Italo Zingarelli, giornalista italiano (Napoli, n. 1891 - Roma, † 1979)

## Giuristi(1)
- Italo Mereu, giurista italiano (Lanusei, n. 1921 - Firenze, † 2009)

## Grecisti(1)
- Italo Gallo, grecista e papirologo italiano (Padula, n. 1921 - Salerno, † 2016)

## Imprenditori(2)
- Italo Gemini, imprenditore italiano (Roma, n. 1901 - Roma, † 1984)
- Italo Marchioni, imprenditore italiano (Peaio, n. 1868 - Cliffside Park, † 1954)

## Ingegneri(1)
- Italo Ghersi, ingegnere e scrittore italiano (Genova, n. 1861 - Chiavari, † 1925)

## Inventori(1)
- Italo Pacchioni, inventore e fotografo italiano (Mirandola, n. 1872 - Milano, † 1940)

## Magistrati(2)
- Italo Ghitti, magistrato italiano (Borno, n. 1947)
- Italo Ormanni, magistrato e avvocato italiano (Napoli, n. 1936 - Roma, † 2024)

## Maratoneti(1)
- Italo Tentorini, ex maratoneta italiano (n. 1950)

## Medici(2)
- Italo Cornia, medico e politico italiano (Pavullo nel Frignano, n. 1896 - Pavullo nel Frignano, † 1963)
- Italo Sgobbo, medico e archeologo italiano (Ariano di Puglia, n. 1901 - † 1993)

## Mezzofondisti(1)
- Italo Quazzola, mezzofondista italiano (Borgosesia, n. 1994)

## Militari(6)
- Italo D'Amico, ufficiale e aviatore italiano (Agrigento, n. 1917 - Capoterra, † 1943)
- Italo D'Eramo, militare italiano (Lamia, n. 1906 - Valujki, † 1943)
- Italo Gherardini, ufficiale e aviatore italiano (Montescudaio, n. 1915 - Ras al Ara, † 1940)
- Italo Lambertenghi, militare italiano (Villa di Tirano, n. 1885 - Dosso Faiti, † 1917)
- Italo Piccagli, militare, aviatore e partigiano italiano (Firenze, n. 1909 - Cercina, † 1944)
- Italo Stegher, militare italiano (Civitavecchia, n. 1894 - Bainsizza, † 1917)

## Musicisti(1)
- Italo Montemezzi, musicista e compositore italiano (Vigasio, n. 1875 - Vigasio, † 1952)

## Organari(1)
- Italo Romoli, organaro italiano (Loro Ciuffenna, n. 1873)

## Partigiani(3)
- Italo Gastaldi, partigiano italiano (Torino, n. 1920 - Macerata, † 1944)
- Italo Pietra, partigiano, giornalista e scrittore italiano (Godiasco Salice Terme, n. 1911 - Ponte Nizza, † 1991)
- Italo Rossi, partigiano italiano (Casale Monferrato, n. 1914 - Cuorgnè, † 1944)

## Patrioti(1)
- Italo Lunelli, patriota, politico e alpinista italiano (Trento, n. 1891 - Roma, † 1960)

## Pediatri(1)
- Italo Farnetani, pediatra, diplomatico e divulgatore scientifico italiano (Arezzo, n. 1952)

## Pittori(9)
- Italo Bortolotti, pittore e scultore italiano (Fanano, n. 1933 - Fanano, † 2007)
- Italo Cremona, pittore, scenografo e costumista italiano (Cozzo, n. 1905 - Torino, † 1979)
- Italo Nunes Vais, pittore italiano (Tunisi, n. 1860 - Firenze, † 1932)
- Italo Calvari, pittore, attore e regista teatrale italiano (Alessano, n. 1906 - Novara, † 1972)
- Italo Josz, pittore e violinista italiano (Firenze, n. 1878 - Milano, † 1942)
- Italo Picini, pittore italiano (Bugnara, n. 1920 - Sulmona, † 2016)
- Italo Squitieri, pittore italiano (Potenza, n. 1907 - Cortina d'Ampezzo, † 1994)
- Italo Tomassi, pittore e scenografo italiano (Roma, n. 1910 - Roma, † 1990)
- Italo Valenti, pittore italiano (Milano, n. 1912 - Ascona, † 1995)

## Politici(24)
- Italo Ariata, politico italiano (Briona, n. 1904)
- Italo Balbo, politico, generale e aviatore italiano (Quartesana, n. 1896 - Tobruch, † 1940)
- Italo Bargagna, politico italiano (Pisa, n. 1889 - † 1970)
- Italo Becchetti, politico italiano (Roma, n. 1931 - Roma, † 1993)
- Italo Bellotti, politico italiano (Valdidentro, n. 1917 - Valdidentro, † 2007)
- Italo Bocchino, politico, giornalista e editore italiano (Napoli, n. 1967)
- Italo Briccola, politico italiano (Lurate Caccivio, n. 1932 - Lurate Caccivio, † 2023)
- Italo Giulio Caiati, politico italiano (Bitonto, n. 1916 - Roma, † 1993)
- Italo Capanni, politico italiano (Pian di Scò, n. 1888)
- Italo Cocci, politico e sindacalista italiano (Offida, n. 1953)
- Italo Falcomatà, politico e storico italiano (Reggio Calabria, n. 1943 - Reggio Calabria, † 2001)
- Italo Foschi, politico e dirigente sportivo italiano (Corropoli, n. 1884 - Roma, † 1949)
- Italo Giovannucci, politico e avvocato italiano (Cappelle sul Tavo, n. 1903 - Pescara, † 1983)
- Italo Marri, politico italiano (Firenze, n. 1944)
- Italo Masala, politico italiano (Guamaggiore, n. 1937)
- Italo Mazzola, politico e sindacalista italiano (Belmonte Mezzagno, n. 1929 - Palermo, † 2007)
- Italo Monacchini, politico italiano (Cortona, n. 1945)
- Italo Nicoletto, politico e partigiano italiano (Oberhausen, n. 1909 - Brescia, † 1992)
- Italo Pozzato, politico italiano (Rovigo, n. 1862 - Genova, † 1949)
- Italo Reale, politico italiano (Nicastro, n. 1954)
- Italo Righi, politico sammarinese (Sassofeltrio, n. 1959)
- Italo Salsi, politico italiano (Massenzatico, n. 1865 - Parma, † 1962)
- Italo Sandi, politico italiano (Feltre, n. 1959)
- Italo Tanoni, politico italiano (Recanati, n. 1944)

## Presbiteri(1)
- Italo Mancini, presbitero, filosofo e teologo italiano (Urbino, n. 1925 - Urbino, † 1993)

## Produttori cinematografici(1)
- Italo Zingarelli, produttore cinematografico, regista e sceneggiatore italiano (Lugo, n. 1930 - Roma, † 2000)

## Registi(3)
- Italo Alfaro, regista e sceneggiatore italiano (Firenze, n. 1928 - Losanna, † 1979)
- Italo Martinenghi, regista, produttore cinematografico e sceneggiatore italiano (Milano, n. 1930 - Milano, † 2008)
- Italo Spinelli, regista, sceneggiatore e attore italiano (Roma, n. 1951)

## Religiosi(1)
- Italo Bianchi, religioso e compositore italiano (Castelnuovo di Garfagnana, n. 1936 - Castelnuovo di Garfagnana, † 2023)

## Sceneggiatori(2)
- Italo De Tuddo, sceneggiatore italiano (Roma, n. 1916 - Nereto, † 1985)
- Italo Terzoli, sceneggiatore italiano (Milano, n. 1924 - Milano, † 2008)

## Schermidori(1)
- Italo Santelli, schermidore italiano (Carrodano, n. 1866 - Livorno, † 1945)

## Sciatori alpini(1)
- Italo Pedroncelli, sciatore alpino e allenatore di sci alpino italiano (Madesimo, n. 1935 - Madesimo, † 1992)

## Scrittori(4)
- Italo Calvino, scrittore e paroliere italiano (Santiago de Las Vegas de La Habana, n. 1923 - Siena, † 1985)
- Italo Moscati, scrittore, sceneggiatore e regista italiano (Milano, n. 1937)
- Italo Tavolato, scrittore italiano (Trieste, n. 1889 - Roma, † 1963)
- Italo de Feo, scrittore, critico letterario e saggista italiano (Mirabella Eclano, n. 1912 - Roma, † 1985)

## Scultori(2)
- Italo Antico, scultore, designer e insegnante italiano (Cagliari, n. 1934)
- Italo Amerigo Passani, scultore italiano (Carrara, n. 1882)

## Sindacalisti(3)
- Italo Mario Sacco, sindacalista e politico italiano (Torino, n. 1886 - Torino, † 1959)
- Italo Stagno, sindacalista e militare italiano (Cagliari, n. 1902 - Suzdal', † 1947)
- Italo Viglianesi, sindacalista e politico italiano (Caltagirone, n. 1916 - Roma, † 1995)

## Storici dell'arte(1)
- Italo Zannier, storico dell'arte italiano (Spilimbergo, n. 1932)

## Tenori(3)
- Italo Campanini, tenore italiano (Parma, n. 1845 - Corcagnano, † 1896)
- Italo Cristalli, tenore italiano (Piacenza, n. 1879 - Castel San Giovanni, † 1932)
- Italo Gardoni, tenore italiano (Parma, n. 1821 - Parigi, † 1882)

## Tiratori a segno(1)
- Italo Casali, tiratore a segno sammarinese (n. 1940 - † 2019)

## Tiratori a volo(1)
- Italo Bellini, tiratore a volo italiano (Castelraimondo, n. 1915 - Roma, † 1993)

## Tuffatori(1)
- Italo Salice, ex tuffatore italiano (Roma, n. 1942)

## Vescovi cattolici(1)
- Italo Dell'Oro, vescovo cattolico e missionario italiano (Malgrate, n. 1953)

## Senza attività specificata(4)
- Italo Bertoglio, ingegnere civile e fotografo italiano (Torino, n. 1877 - Torino, † 1963)
- Italo Lupi, grafico, architetto e giornalista italiano (Cagliari, n. 1934 - Milano, † 2023)
- Italo Pizzi, iranista italiano (Parma, n. 1849 - Torino, † 1920)
- Italo Tibaldi, italiano (Pinerolo, n. 1927 - Ivrea, † 2010)